# Bologna Football Club 1909 1994-1995
Questa voce raccoglie le informazioni riguardanti il Bologna Football Club 1909 nelle competizioni ufficiali della stagione 1994-1995.

## Stagione
Nella stagione 1994-1995 il Bologna gioca il suo secondo campionato di Serie C1 consecutivo, sempre nel Girone A. Edoardo Reja viene sostituito da Renzo Ulivieri, mentre Gabriele Oriali è il nuovo direttore sportivo. I petroniani, capitanati da Marco De Marchi, conquisteranno ventiquattro vittorie. Unico inciampo la sconfitta di misura a dicembre con il Prato. Fra le vittorie c'è quella contro il Crevalcore, neopromosso dalla Serie C2 che gioca le partite in casa proprio al Dall'Ara. Il nuovo Derby di Bologna vedrà i felsinei prevalere 3-0 all'andata e 3-2 al ritorno. Contro la SPAL ed il Ravenna ci saranno invece vittorie all'andata e pareggi al ritorno. Da ricordare anche la vittoria in trasferta con l'Alessandria per 3-0: l'incontro, inizialmente previsto per il 6 novembre 1994, fu rinviato a causa dell'alluvione del Tanaro del 1994 che travolse anche il terreno di gioco dei piemontesi. Il 30 aprile 1995 il Bologna al Dall'Ara sconfigge il Leffe per 1-0 e con quattro giornate d'anticipo ritorna in Serie B. I petroniani vinceranno il campionato con ventidue punti di vantaggio sulla seconda, la Pistoiese. Con 14 gol Luca Cecconi si conferma miglior marcatore dei rossoblu. In Coppa Italia la squadra si ferma al primo turno, sconfitta dall'Atalanta in casa per 1-0. Nella Coppa Italia Serie C dopo aver superato l'Empoli nel terzo turno e il Livorno negli ottavi di finale, la squadra viene eliminata dal Casarano al turno successivo.

## Divise e sponsor
Lo sponsor è Carisbo.
| Casa | Trasferta | 1ª portiere |

## Organigramma societario
Area direttiva
- Presidente: Giuseppe Gazzoni Frascara

Staff tecnico
- Allenatore: Renzo Ulivieri
- Medico: Gianni Nanni

## Rosa
| N. |                   | Ruolo | Calciatore                 |
| -- | ----------------- | ----- | -------------------------- |
|    | Italia (bandiera) | P     | Riccardo Cervellati        |
|    | Italia (bandiera) | P     | Fabio Marchioro            |
|    | Italia (bandiera) | D     | Rosario Pergolizzi         |
|    | Italia (bandiera) | D     | Giovanni Fasce             |
|    | Italia (bandiera) | D     | Marco De Marchi (capitano) |
|    | Italia (bandiera) | D     | Daniele Marsan             |
|    | Italia (bandiera) | D     | Gianluca Presicci          |
|    | Italia (bandiera) | D     | Gianluca Cesaro            |
|    | Italia (bandiera) | D     | Roberto Bucchioni          |
|    | Italia (bandiera) | D     | Andrea Stramaccioni        |
|    | Italia (bandiera) | D     | Andrea Tarozzi             |

| N. |                   | Ruolo | Calciatore         |
| -- | ----------------- | ----- | ------------------ |
|    | Italia (bandiera) | C     | Paolo Sacchetti    |
|    | Italia (bandiera) | C     | Andrea Bergamo     |
|    | Italia (bandiera) | C     | Carlo Nervo        |
|    | Italia (bandiera) | C     | Davide Olivares    |
|    | Italia (bandiera) | C     | Cristiano Doni     |
|    | Italia (bandiera) | C     | Carlo Troscè       |
|    | Italia (bandiera) | C     | Roberto Savi       |
|    | Italia (bandiera) | A     | Giorgio Bresciani  |
|    | Italia (bandiera) | A     | Luca Cecconi       |
|    | Italia (bandiera) | A     | Dario Morello      |
|    | Italia (bandiera) | A     | Francesco Palmieri |

## Risultati

### Campionato

#### Girone di andata
| Arbitro: | Gregoroni (Napoli) |

|             |           |               |
| Palmieri 9’ | Marcatori | 85’ E. Baggio |

| Arbitro: | Ercolino (Cassino) |

|                 |           |            |
| Ghirardello 11’ | Marcatori | 17’ Troscè |

| Arbitro: | Bancale (Latina) |

|                           |           |           |
| Nervo 6’, 57’ Bergamo 20’ | Marcatori | 30’ Nitti |

| Arbitro: | Strazzera (Trapani) |

|  |           |           |
|  | Marcatori | 69’ Fasce |

| Arbitro: | Sputore (Vasto) |

|                        |           |              |
| Nervo 14’ Palmieri 69’ | Marcatori | 59’ Clementi |

| Ospitaletto 2 ottobre 1994 6ª giornata | Ospitaletto                | 0 – 0 | Bologna | Stadio Comunale (1 500 spett.)\| Arbitro: \| Cardella (Torre del Greco) \| |
| Arbitro:                               | Cardella (Torre del Greco) |       |         |                                                                            |

| Arbitro: | Serena (Bassano del Grappa) |

|                             |           |  |
| Nervo 31’, 46’ Olivares 51’ | Marcatori |  |

| Arbitro: | Preschern (Mestre) |

|  |           |                                 |
|  | Marcatori | 64’, 73’ Cecconi 86’ D. Morello |

| Arbitro: | Rossi (Ciampino) |

|              |           |             |
| Olivares 52’ | Marcatori | 40’ Lorenzo |

| Arbitro: | Nucini (Bergamo) |

|  |           |                             |
|  | Marcatori | 3’, 17’ Doni 90’ D. Morello |

| Arbitro: | Ruggiero (Nocera Inferiore) |

|                    |           |  |
| Cecconi 88’ (rig.) | Marcatori |  |

| Arbitro: | Dagnello (Trieste) |

|                       |           |  |
| Olivares 13’ Savi 45’ | Marcatori |  |

| Arbitro: | Alban (Bassano del Grappa) |

|                        |           |                                        |
| Maffioletti 39’ (rig.) | Marcatori | 18’ G. Bresciani 65’, 73’, 74’ Cecconi |

| Arbitro: | Vendramin (Castelfranco Veneto) |

|               |           |  |
| De Marchi 29’ | Marcatori |  |

| Arbitro: | Ercolino (Cassino) |

|                     |           |  |
| Presicci 49’ (aut.) | Marcatori |  |

| Arbitro: | Gambino (Barletta) |

|                       |           |  |
| Doni 53’ Olivares 67’ | Marcatori |  |

| Arbitro: | Genovese (Avellino) |

|                 |           |                                       |
| Dalla Costa 48’ | Marcatori | 49’, 69’ (rig.) Cecconi 59’ De Marchi |

#### Girone di ritorno
| Arbitro: | D'Errico (Frattamaggiore) |

|  |           |                             |
|  | Marcatori | 15’ Doni 78’ (rig.) Cecconi |

| Arbitro: | Strazzera (Trapani) |

|                                     |           |  |
| G. Bresciani 46’ Cecconi 85’ (rig.) | Marcatori |  |

| Arbitro: | Preschern (Mestre) |

|  |           |                             |
|  | Marcatori | 45’ Marsan 57’ G. Bresciani |

| Arbitro: | Longo (Paola) |

|               |           |              |
| De Marchi 90’ | Marcatori | 25’ Guerzoni |

| Arbitro: | Rossi (Ciampino) |

|              |           |                    |
| Trapella 63’ | Marcatori | 77’ (rig.) Cecconi |

| Arbitro: | Pin (Conegliano) |

|                                   |           |               |
| D. Morello 18’ Doni 46’ Nervo 58’ | Marcatori | 5’ G. Carbone |

| Arbitro: | Gregoroni (Napoli) |

|  |           |                 |
|  | Marcatori | 68’ (rig.) Doni |

| Arbitro: | Cardella (Torre del Greco) |

|                                       |           |                                   |
| Olivares 20’ D. Morello 60’ Nervo 66’ | Marcatori | 52’ Pietranera 77’ (rig.) Monelli |

| Pistoia 26 marzo 1995 26ª giornata | Pistoiese       | 0 – 0 | Bologna | Stadio Comunale (5 000 spett.)\| Arbitro: \| Sputore (Vasto) \| |
| Arbitro:                           | Sputore (Vasto) |       |         |                                                                 |

| Arbitro: | Pirrone (Messina) |

|                               |           |              |
| G. Bresciani 16’ Olivares 64’ | Marcatori | 73’ Carletti |

| Ravenna 9 aprile 1995 28ª giornata | Ravenna           | 0 – 0 | Bologna | Stadio Bruno Benelli (10 075 spett.)\| Arbitro: \| Ferrarini (Parma) \| |
| Arbitro:                           | Ferrarini (Parma) |       |         |                                                                         |

| Ferrara 23 aprile 1995 29ª giornata | SPAL                        | 0 – 0 | Bologna | Stadio Paolo Mazza\| Arbitro: \| Serena (Bassano del Grappa) \| |
| Arbitro:                            | Serena (Bassano del Grappa) |       |         |                                                                 |

| Arbitro: | Bancale (Latina) |

|                |           |  |
| D. Morello 57’ | Marcatori |  |

| Arbitro: | D'Errico (Frattamaggiore) |

|  |           |            |
|  | Marcatori | 34’ Marsan |

| Arbitro: | Lion (Padova) |

|                                                 |           |                     |
| Lamonica 56’ (aut.) Cecconi 73’ (rig.) Doni 75’ | Marcatori | 38’ (rig.) Califano |

| Arbitro: | Bizzotto (Castelfranco Veneto) |

|  |           |                    |
|  | Marcatori | 81’ Doni 88’ Nervo |

| Arbitro: | Cecotti (Udine) |

|                                          |           |                  |
| Nervo 2’ D. Morello 10’, 60’ Cecconi 53’ | Marcatori | 4’, 67’ Cecchini |

### Coppa Italia

#### Prima fase
| Arbitro: | Bettin (Padova) |

|  |           |               |
|  | Marcatori | 79’ Fortunato |

### Coppa Italia Serie C

#### Prima fase
| Bologna 26 ottobre 1994 Terzo turno – Andata                         | Bologna   | 2 – 1         | Empoli | Stadio Renato Dall'Ara |
| \| \| \| \| \| Doni 34’ Cecconi 60’ \| Marcatori \| 82’ Nicoletti \| |           |               |        |                        |
|                                                                      |           |               |        |                        |
| Doni 34’ Cecconi 60’                                                 | Marcatori | 82’ Nicoletti |        |                        |

| Arbitro: | Sorte (Bergamo) |

|  |           |                    |
|  | Marcatori | 71’ (rig.) Cecconi |

#### Fase a eliminazione diretta
| Arbitro: | Calabrese (Avezzano) |

|                                  |           |                         |
| Rubinacci 13’ Bagnoli 70’ (rig.) | Marcatori | 77’ Sacchetti 80’ Nervo |

| Bologna 8 febbraio 1995 Ottavi di finale – Ritorno | Bologna             | 0 – 0 | Livorno | Stadio Renato Dall'Ara\| Arbitro: \| Manganelli (Milano) \| |
| Arbitro:                                           | Manganelli (Milano) |       |         |                                                             |

| Casarano 1º marzo 1995 Quarti di finale – Andata | Casarano         | 0 – 0 | Bologna | Stadio Giuseppe Capozza\| Arbitro: \| Baglioni (Prato) \| |
| Arbitro:                                         | Baglioni (Prato) |       |         |                                                           |

| Arbitro: | Ingenito (Nocera Inferiore) |

|  |           |                          |
|  | Marcatori | 2’ Francioso 86’ Passoni |

## Statistiche

### Statistiche di squadra
Statistiche aggiornate al 28 maggio 1995
| Competizione         | Punti | In casa | In casa | In casa | In casa | In casa | In casa | In trasferta | In trasferta | In trasferta | In trasferta | In trasferta | In trasferta | Totale | Totale | Totale | Totale | Totale | Totale | DR  |
| Competizione         | Punti | G       | V       | N       | P       | Gf      | Gs      | G            | V            | N            | P            | Gf           | Gs           | G      | V      | N      | P      | Gf     | Gs     | DR  |
| -------------------- | ----- | ------- | ------- | ------- | ------- | ------- | ------- | ------------ | ------------ | ------------ | ------------ | ------------ | ------------ | ------ | ------ | ------ | ------ | ------ | ------ | --- |
| Serie C1             | 81    | 17      | 14      | 3       | 0       | 35      | 12      | 17           | 10           | 6            | 1            | 24           | 5            | 34     | 24     | 9      | 1      | 59     | 17     | +42 |
| Coppa Italia         | -     | 1       | 0       | 0       | 1       | 0       | 1       | 0            | 0            | 0            | 0            | 0            | 0            | 1      | 0      | 0      | 1      | 0      | 1      | -1  |
| Coppa Italia Serie C | -     | 3       | 1       | 1       | 1       | 2       | 3       | 3            | 1            | 2            | 0            | 3            | 2            | 6      | 2      | 3      | 1      | 5      | 5      | 0   |
| Totale               | -     | 21      | 15      | 4       | 2       | 37      | 16      | 20           | 11           | 8            | 1            | 27           | 7            | 41     | 26     | 12     | 3      | 64     | 23     | +41 |